# Construcción modular

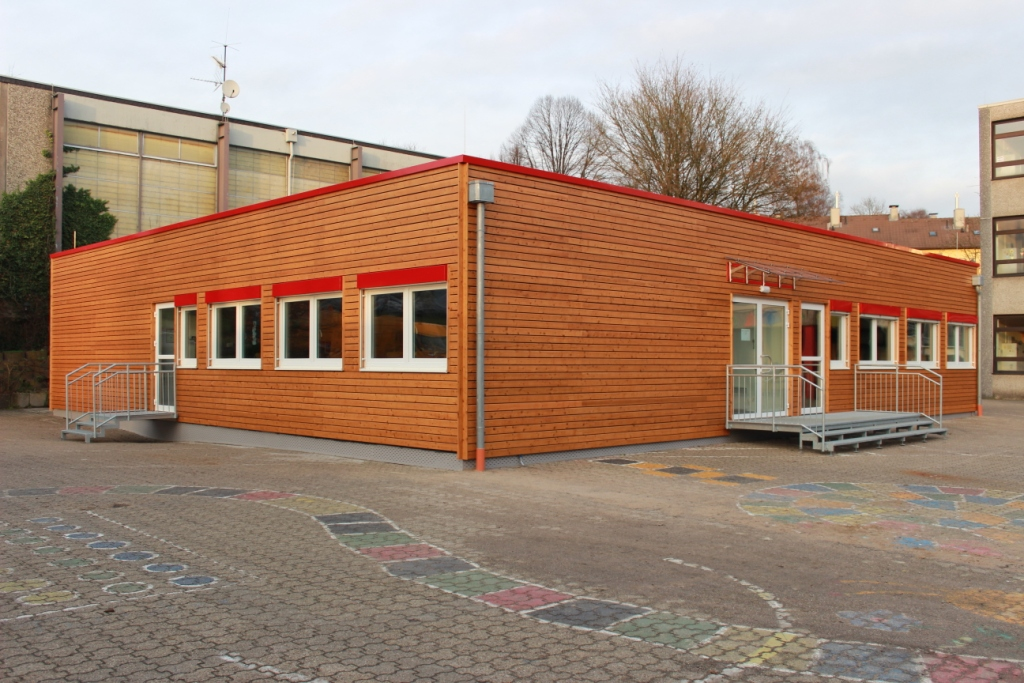
Ejemplo de construcción modular prefabricada

La construcción modular es una técnica de construcción que implica la fabricación de paneles o estructuras 3D en fábricas externas al entorno de edificación y el transporte a las obras para su montaje. Esta tiene la propiedad de ser más eficiente a la construcción tradicional en términos de tiempo y coste, con un ahorro de tiempo entre un 20 y un 50 por ciento más rápido que las técnicas de construcción tradicionales.
Se estima que para 2030, la construcción modular podría generar un ahorro anual de 22 mil millones de dólares para la industria de la construcción de EE. UU. y Europa, ayudando a llenar la brecha de productividad de 1,6 billones de dólares. La necesidad actual de unidades y diseños prefabricados de viviendas estandarizadas y repetibles para alojamiento de estudiantes, viviendas asequibles y hoteles está impulsando la demanda de construcción modular.

## Ventajas
En una nota del 2018, el NEC confirmaba que los beneficios de la construcción fuera de obra se relacionan principalmente con la creación de componentes en un entorno de fábrica, protegidos de las inclemencias del tiempo (lluvia y sol) y utilizando técnicas de fabricación como líneas de ensamblaje con equipos especializados. Mediante el uso de tecnología apropiada, la construcción modular puede:
- aumentar la velocidad de construcción y de los componentes,
- reducir gastos
- aumentar el escalado económico
- mejorar la calidad que lleva a la reducción de los costos de toda la vida útil de los activos
- reducir el impacto ambiental como el polvo y el ruido y
- reducir los accidentes y la mala salud al reducir la cantidad de trabajo de construcción que se lleva a cabo en el sitio

## Tiempo
La construcción modular ha sido en los últimos años al menos un 20 por ciento más rápida que las construcciones tradicionales en la obra. Actualmente, el proceso de diseño de los proyectos de construcción modular tiende a llevar más tiempo que el de la edificación tradicional. Esto se debe a que la construcción modular es una tecnología bastante nueva y no muchas empresas de arquitectura o ingeniería tienen experiencia trabajando con ella. En pocas palabras, la industria aún se está adaptando a los nuevos cambios en el modelo de construcción. Se espera que las empresas de diseño desarrollen bibliotecas de módulos que ayuden en la automatización de este proceso. Estas bibliotecas de módulos contendrían varios paneles 2D prediseñados y estructuras 3D que se ensamblarían digitalmente para crear estructuras estandarizadas.
Los cimientos de una estructura son una parte crucial de su rigidez. La magnitud y la complejidad de los mismos variarán según el tamaño y el peso total de la estructura. Por lo tanto, la diferencia de peso entre una casa de construcción tradicional y una estructura prefabricada podrá hacer que los cimientos necesarios sean más pequeños y rápidos de construir.
La fabricación fuera de obra es el pináculo de la construcción modular. La capacidad de coordinar y repetir actividades en una fábrica junto con la mayor ayuda de la automatización da como resultado tiempos de fabricación mucho más rápidos que los de la construcción en el sitio. Un gran ahorro de tiempo es la capacidad de trabajar en paralelo en la base de una estructura y la fabricación de la estructura en sí. Esto sería imposible con la construcción tradicional. La construcción in situ se simplifica radicalmente. El ensamblaje de componentes prefabricados es tan simple como ensamblar los módulos 3D y conectar los servicios a las conexiones del sitio principal. Un equipo de cinco trabajadores puede ensamblar hasta seis módulos 3D, o el equivalente a 270 metros cuadrados de superficie terminada, en un solo día de trabajo.

### Algoritmos de producción
Dado que la tecnología requerida para fabricar los componentes de la construcción modular, las partes prefabricadas de los edificios modulares son realizadas por fábricas modulares. Para optimizar el tiempo, las fábricas modulares consideran las especificaciones y los recursos del proyecto y adaptan un algoritmo de programación para satisfacer las necesidades de este proyecto único. Sin embargo, los métodos de programación actuales suponen que la cantidad de recursos nunca llegará a cero, lo que representa un ciclo de trabajo poco realista.
Una fábrica modular que maneja un solo proyecto en un momento dado es rara y produciría bajos rendimientos. La investigación de Hyun y Lee propone un modelo de programación de algoritmo genético (GA) que tiene en cuenta las características de varios proyectos y comparte recursos. La secuencia de producción de este algoritmo se vería afectada en gran medida por qué módulos deben transportarse a qué sitio y las fechas en que deben llegar. Luego de considerar las variables de producción, transporte y montaje en sitio la función objetivo es:{\displaystyle min\Sigma (S),\ldots S=S_{i}+P_{i}-E_{i}}Donde S i es el número de unidades almacenadas por día, P i es el número de unidades por día y E i es el número de unidades instaladas por día. Los algoritmos de producción se desarrollan continuamente para acelerar aún más la producción de edificios de construcción modular, ampliando la brecha de ahorro de tiempo con los métodos de construcción tradicionales.

## Ahorro
La construcción modular puede generar hasta un 20 por ciento del costo total del proyecto en ahorros. Sin embargo, también existe el riesgo de que aumente el costo en un 10 por ciento. Esto ocurre cuando los ahorros en el área de mano de obra de la construcción son superados por el incremento en los costos del área de logística y materiales. La prefabricación de componentes utilizados en la construcción modular tiene un costo logístico mayor que la construcción tradicional. Dado que los paneles o estructuras 3D tienen que ser fabricados en una fábrica y transportados a la obra, se presentan nuevas variables que alteran el flujo de la construcción.

### Transporte
El transporte de componentes fabricados es, naturalmente, más caro que el de las materias primas. Por un lado, incluso varios paneles 2D apilados juntos son mucho más difíciles de transportar que el cemento crudo, la madera o el material utilizado para construirlos. Los paneles corren un alto riesgo de sufrir daños menores o mayores al ser transportados por tierra. Si un panel se dañara, probablemente tendría que ser reemplazado por completo. La fábrica tendría que detener temporalmente la producción de otros paneles para reemplazar este, lo que aumentaría las horas generales de fabricación y, por lo tanto, el costo. Además de las horas de fabricación, también se aumentarían las horas de transporte, lo que aumentaría otro coste más. De todos modos, el transporte de paneles 2D sigue siendo una buena alternativa a la construcción in situ.
El transporte alcanza su costo máximo cuando se envían estructuras volumétricas 3D. Mientras que 1 m 2 de superficie 2D requiere aproximadamente 8 USD para transportar 250 km, su equivalente en superficie 3D requiere 45 USD. Sumado a esto el costo de reemplazo si la estructura se daña durante el transporte crea un gran aumento de costos.

### Construcción
Ensamblar componentes en una fábrica fuera de obra significa que los trabajadores pueden usar la repetibilidad de las estructuras así como el uso de la automatización para facilitar el proceso de fabricación. Al estandarizar el diseño general de las estructuras, el trabajo que normalmente requeriría trabajadores costosos con habilidades específicas (por ejemplo, mecánica, electricidad y plomería) puede ser completado por fabricantes de bajo costo, lo que reduce el costo total de los salarios. Dado que se produce muy poca fabricación en el sitio, hasta el 80 % de la actividad laboral tradicional puede trasladarse fuera del sitio a la fábrica de módulos. Esto conduce a una menor cantidad de subcontratistas necesarios, lo que reduce aún más el costo general de los salarios totales. En general, cuanto mayor sea la parte intensiva en mano de obra de un proyecto, mayores serán los ahorros si se utiliza la construcción modular.
Proyectos como alojamiento para estudiantes, hoteles y viviendas asequibles son excelentes candidatos para la construcción modular. La repetibilidad de sus estructuras conduce a tiempos de fabricación más rápidos y, por lo tanto, a un menor costo total. Mientras tanto, si el proyecto es (por ejemplo) una casa de playa moderna con espacios de paredes y techos muy irregulares, los métodos de construcción tradicionales pueden ser preferibles. A medida que la industria continúa adaptándose y creciendo, estos diseños repetibles algún día podrían modificarse y adaptarse para adaptarse a todo tipo de estructuras a costos reducidos.

## Seguridad
La construcción es considerada una de las industrias más peligrosas. Los trabajadores se caen desde las alturas, se dejan caer objetos, se tensan los músculos y se pueden encontrar peligros ambientales. La construcción modular restringe todas las actividades de fabricación a un nivel del suelo, espacio limpio con menos trabajadores necesarios. Se estima que los accidentes se reducen en más del 80% en relación con la construcción intensiva en el sitio. Cuando se les preguntó en una encuesta sobre la gestión de la seguridad en la industria de la construcción realizada por McGraw Hill Construction en 2013, el 50 % de la industria de la construcción creía que la prefabricación era más segura que la construcción tradicional en el sitio, mientras que solo el 4 % dijo que la prefabricación o la construcción modular tuvo un impacto negativo en el desempeño de la seguridad. De los contratistas generales y especializados encuestados, el 78 % y el 59 % dijeron que el mayor impacto en la seguridad era la realización de tareas complejas a nivel del suelo. Según los CDC, las caídas son la principal causa de muertes relacionadas con el trabajo en la construcción, lo que representa más de una de cada tres muertes en la industria. La reducción de las alturas a las que los trabajadores deben realizar tareas posteriormente reduce el riesgo de fatalidad que experimentan, lo que aumenta en gran medida la seguridad general de la industria. Además, el 69 % de los contratistas generales y el 69 % de los contratistas especializados mencionaron que la reducción del número de trabajadores que realizan diferentes tareas en la fábrica fuera del sitio también mejoró la seguridad en el sitio de construcción. En general, la construcción modular es más segura por las siguientes razones:
- Lugar de trabajo estable
- Las tareas se realizan en espacios amplios.
- Montaje a nivel del suelo
- Cubrir de las inclemencias del tiempo
- Mejor monitoreo de actividades inseguras
- Reducción del 30 al 50 por ciento en el tiempo de permanencia en el sitio de construcción
- Menos personal en el sitio

La construcción modular aún no se considera una alternativa totalmente segura. Sin embargo, reduce los accidentes y muertes en una cantidad significativa. Sobre todo en el proceso de fabricación de un proyecto. El 48,1% de todos los accidentes durante la construcción en el sitio estuvieron relacionados con caídas, mientras que solo el 9,1% de los accidentes en las plantas de fabricación fueron por caídas. Los trabajadores de la planta de fabricación tenían más probabilidades de ser golpeados por un objeto o equipo (37,1 %) y las fracturas y amputaciones tenían la misma frecuencia de tipo de lesión con un 27,3 %. Sin embargo, a medida que la industria de la construcción continúa adaptándose y avanza hacia métodos de construcción más sostenibles, como la construcción modular prefabricada, se espera que el número general de accidentes de seguridad en las obras de construcción disminuya.
Los defensores de las técnicas de prevención mediante el diseño fomentan el uso de métodos de construcción modular en la construcción. Está incluido como control de riesgos recomendado para proyectos de construcción en el "Módulo de Educación en Diseño Arquitectónico y Construcción de PtD" publicado por el Instituto Nacional de Seguridad y Salud Ocupacional .

## Sostenibilidad
La construcción sostenible respeta y se compromete con el medioambiente, lo que implica, entre otras cosas, el uso eficiente del agua y la energía, además de otros recursos y materiales, lo cual se facilita en el caso de la construcción modular reduciendo el impacto ambiental.
La construcción modular es una gran alternativa a la construcción tradicional si se tiene en cuenta la cantidad de residuos que produce cada método. Al construir un edificio de gran altura en Wolverhampton, se utilizaron 824 módulos. Durante este proceso se produjo en peso alrededor del 5% del peso total de la construcción. Si se compara con el desperdicio promedio de 10-13% de los métodos tradicionales, se puede observar una pequeña diferencia. Esta diferencia puede no parecer mucha cuando se habla de estructuras pequeñas, sin embargo, cuando se habla de un edificio de 100,000 lb/ft 2 es un porcentaje significativo. Además, el número de entregas en el sitio disminuyó hasta en un 70%. En cambio, las entregas se trasladan a la fábrica modular, donde se puede recibir más material. La contaminación acústica en el sitio también se reduce en gran medida, al trasladar el proceso de fabricación a una fábrica fuera de obra, generalmente ubicada fuera de la ciudad, los edificios vecinos no se ven afectados como lo harían con el proceso de construcción tradicional.
El sector de la construcción es uno de los principales emisores de carbono. En este sentido, la construcción modular reduce el impacto en el medioambiente, en parte gracias al empleo de software de modelado 3D que garantiza que los módulos prefabricados se diseñen según los requerimientos y necesidades exactas del lugar donde serán montadas.  Esto mejora la eficiencia en la utilización de recursos y materiales, lo que reduce de forma sustancial la huella de carbono generada, ayudando tanto a promotores como a constructores a cumplir con su responsabilidad social corporativa.

## Sistemas constructivos modulares
Los componentes de hardware comercial y de código abierto utilizados en la construcción modular incluyen: vigas abiertas, vigas de bits, vigas de fabricación, vigas de rejilla, contratistas, componentes de OpenStructures, etc. Los sistemas de estructura espacial (como Mero, Unistrut, Delta Structures, etc.) también tienden a tener un diseño modular. Otros materiales utilizados en la construcción que se entrelazan y, por lo tanto, son de naturaleza modular/reutilizable incluyen ladrillos entrelazados.